# West Wycombe Park
West Wycombe Park es una casa de campo construida entre 1740 y 1800 cerca del pueblo de West Wycombe, en Buckinghamshire (Reino Unido). Fue concebida como un palacio de placer para Francis Dashwood, un libertino y diletante del siglo XVIII. La casa es un rectángulo alargado con cuatro fachadas decoradas con columnas y frontones, tres de ellas dispuestas teatralmente. La casa encapsula toda la progresión de la arquitectura británica del siglo XVIII desde el idiosincrásico estilo palladiano temprano hasta el neoclásico, aunque las anomalías en su diseño la hacen arquitectónicamente única. La mansión está ubicada dentro de un parque ajardinado del siglo XVIII, con muchos pequeños templos y caprichos, que actúan como satélites del templo mayor, la casa.
La casa, que es un edificio catalogado de Grado I, fue cedida al National Trust en 1943 por John Dashwood, una acción que molestó enormemente a su heredero.  Dashwood retuvo la parte de la propiedad; después de su muerte, la casa fue restaurada a expensas de su hijo, el undécimo baronet. Aunque la estructura es propiedad del National Trust, la casa sigue siendo la residencia de la familia Dashwood. El edificio está abierto al público en verano y es un lugar donde se celebran bodas civiles y eventos corporativos, que ayudan a financiar su mantenimiento y conservación.

## Arquitectura

### Carácter distintivo

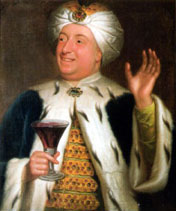
Francis Dashwood, conocido bon vivant y constructor de West Wycombe, vestido con su atuendo de otomano.

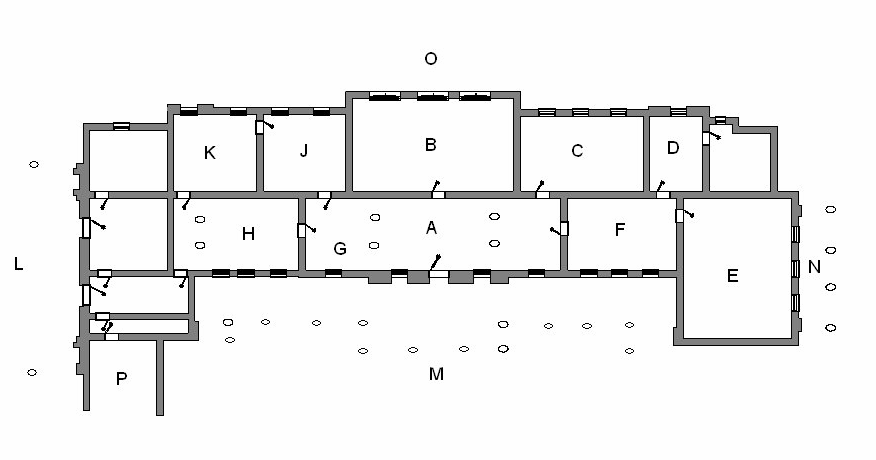
Plano de la habitación de la planta baja. Clave: A Hall; Salón B; C Salón rojo; Estudio D; E Sala de música; F Salón Azul; Escalera G; H Comedor; Sala de tapices J; K King's Room (antiguo dormitorio principal); L West Portico; M Frente Sur y columnata; N East Portico; O Frente Norte; Ala de servicio P.

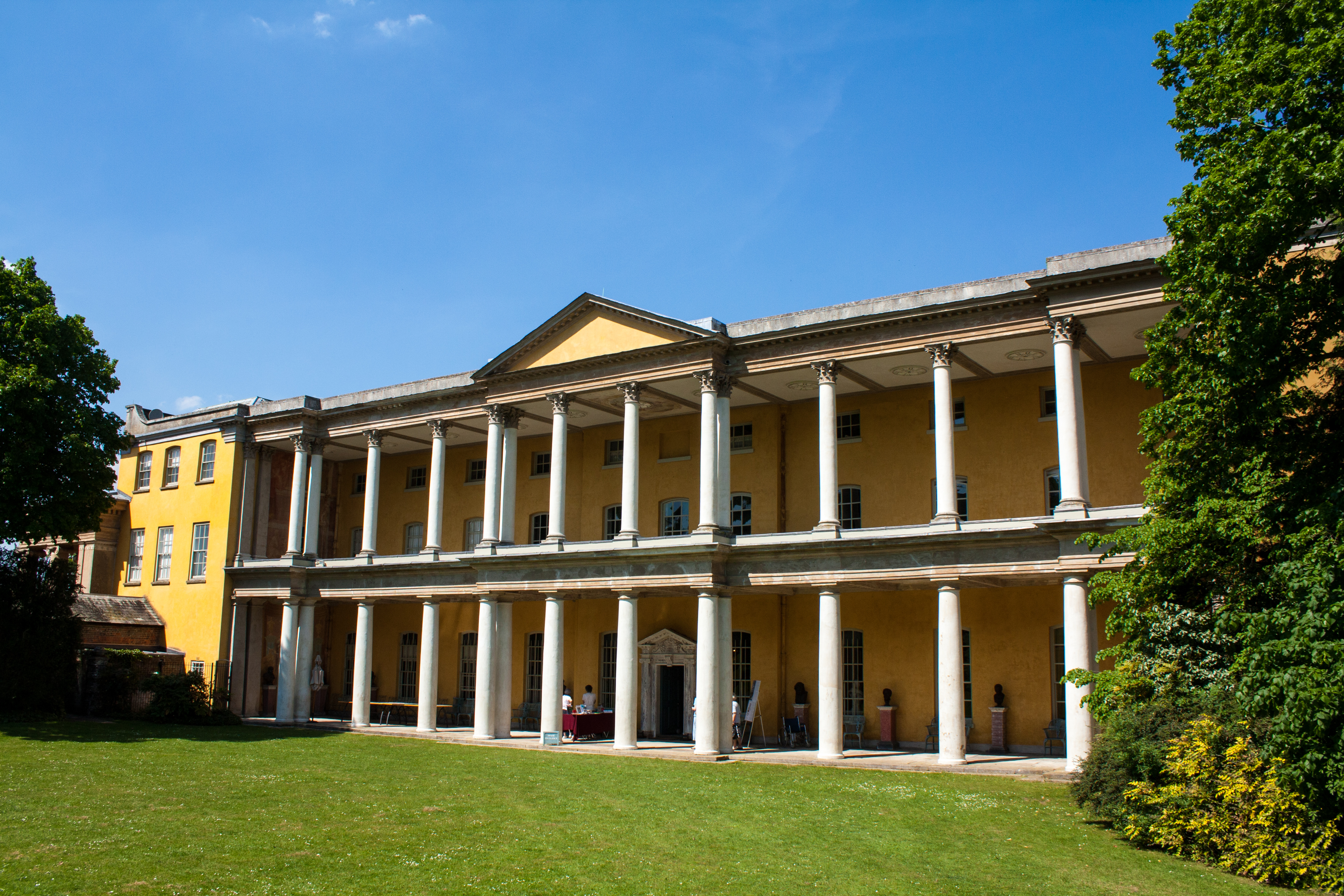
La doble columnata superpuesta en la fachada sur de West Wycombe. Tiene una planta baja de orden toscano y un piso superior corintio con un frontón central saliente, muy inusual en la arquitectura inglesa. (Marcado con M en el plano a continuación)

West Wycombe Park, arquitectónicamente inspirado en las villas del Véneto construidas durante el último período del Renacimiento, no es una de las casas de campo más grandes, grandiosas o conocidas de Inglaterra. Comparada con sus contemporáneos palladianos, como Holkham Hall, Woburn Abbey y Ragley Hall, es bastante pequeña, pero es arquitectónicamente importante ya que encapsula un período de la historia social inglesa del siglo XVIII, cuando los jóvenes conocidos como dilettanti regresaban del casi obligatorio Grand Tour con adquisiciones de arte recién adquiridas, y a menudo se construían una casa de campo para albergar sus colecciones y exhibir en piedra el aprendizaje y la cultura que habían adquirido en sus viajes.La finca de West Wycombe fue adquirida por Francis Dashwood y su hermano Samuel en 1698. Dashwood demolió la casa solariega existente y construyó una mansión moderna en un terreno más alto cercano. Esta mansión forma el núcleo de la casa actual. Las imágenes de la casa en los primeros planos de la propiedad muestran una casa de ladrillo rojo con apósitos de piedra y un techo a cuatro aguas en el estilo Reina Ana. En 1724, Dashwood legó esta casa convencional cuadrada a su hijo de 16 años, el segundo baronet, también Francis, quien más tarde heredó el título de barón le Despencer a través de su madre y es quizás más conocido por establecer el Hellfire Club cerca de la mansión., en las cuevas de West Wycombe. Entre 1726 y 1741, Dashwood se embarcó en una serie de Grand Tours: las ideas y los modales que aprendió durante este período lo influyeron a lo largo de su vida y fueron fundamentales en la reconstrucción de la sencilla casa de su padre, transformándola en el edificio clásico que existe en la actualidad.
West Wycombe ha sido descrito como "uno de los edificios más teatrales e italianizantes de mediados del siglo XVIII en Inglaterra". De todas las casas de campo del siglo XVIII, sus fachadas replican en forma pura no solo las villas clásicas de Italia en las que se fundó el palladianismo, sino también los templos de la antigüedad en los que se basó el neoclasicismo. El dórico griego del pórtico oeste de la casa es el primer ejemplo del neogriego en Gran Bretaña.
El final del siglo XVIII fue un período de cambios en el diseño interior de las casas de campo inglesas. El concepto barroco del piso principal, o piano nobile, con un gran dormitorio en suite conocido como apartamentos estatales, fue abandonado gradualmente en favor de dormitorios más pequeños y privados en los pisos superiores. El piso principal se convirtió en una serie de salas de recepción, cada una con un propósito designado, creando salas de retiro, comedor, música y baile independientes. A finales del siglo XVIII, se hizo común organizar la recepción y las salas públicas en un piso inferior, con dormitorios y salas más privadas en la parte superior.

Inspiración de West Wycombe
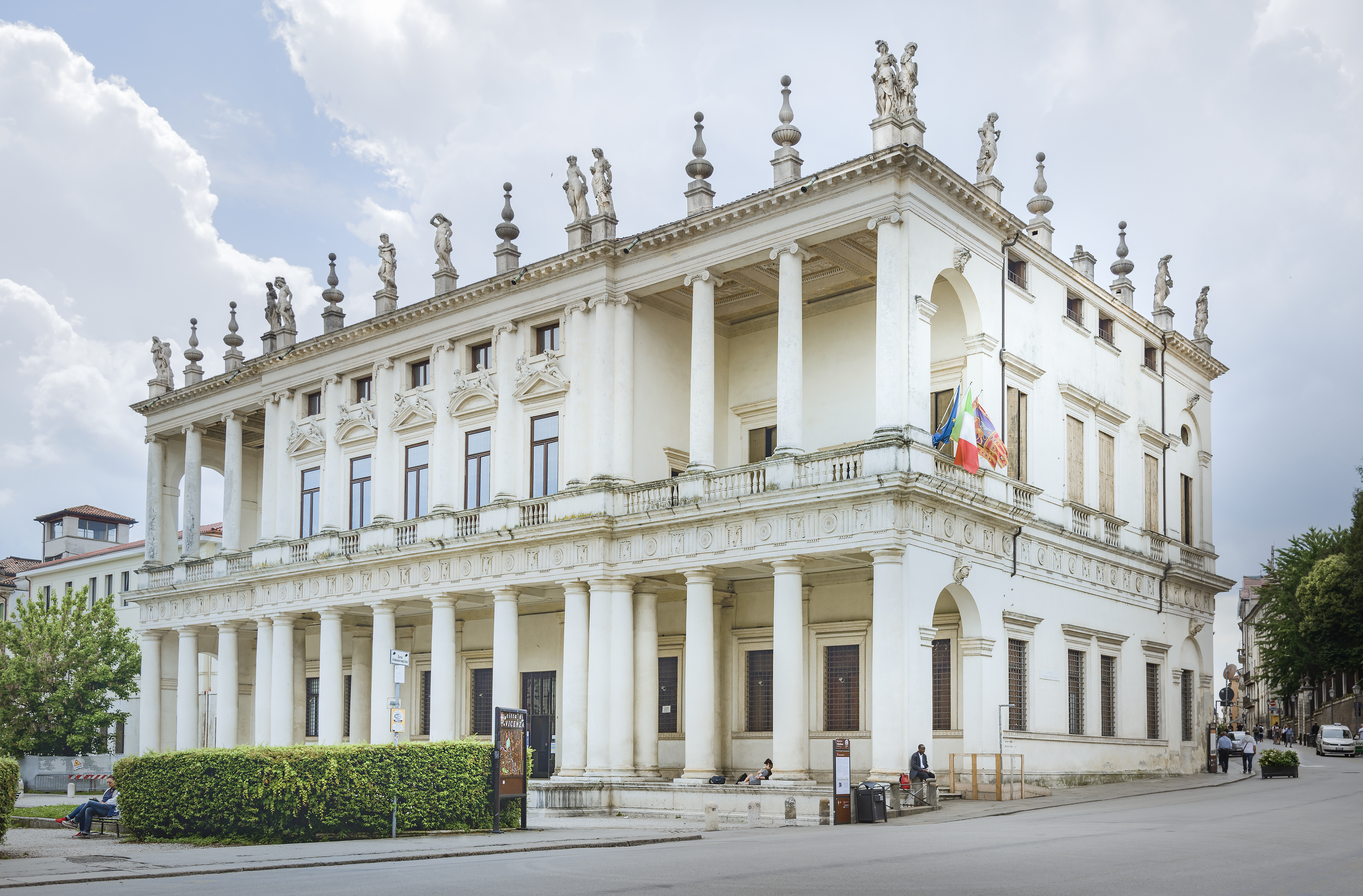
Palacio Chiericati de Palladio (c. 1550) tiene una columnata superpuesta similar a la de West Wycombe, pero la inspiración para la fachada sur puede haber sido la reconstrucción de Palladio de la villa romana de Vitruvio ilustrada en Los cuatro libros de la arquitectura
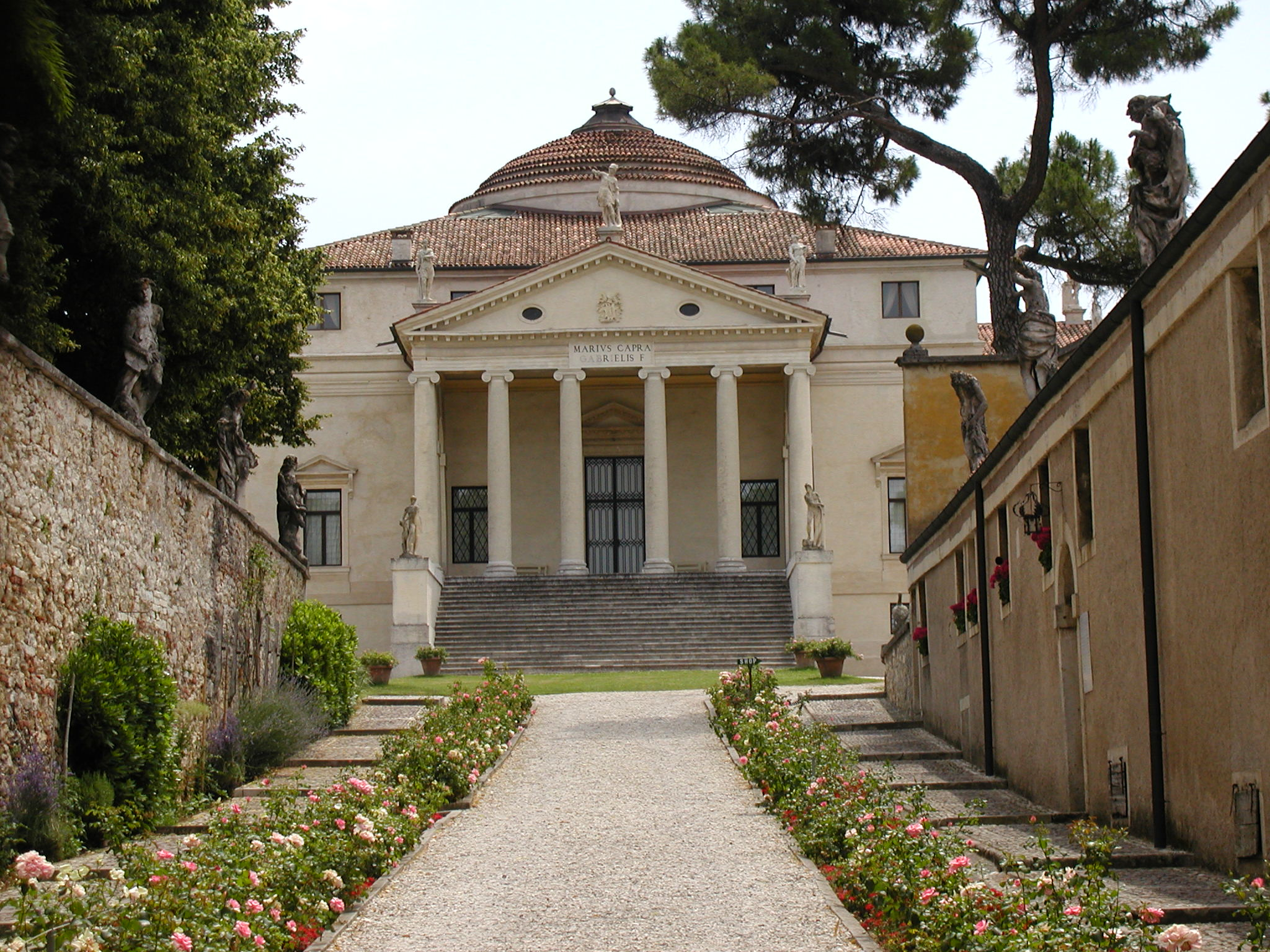
Villa Capra detta La Rotonda de Palladio fue la inspiración para Mereworth Castle, el hogar del tío de Dashwood, Lord Westmorland. El pórtico este de West Wycombe se construyó a su vez como un homenaje al gusto artístico de Westmorland en Mereworth.[Kn. 3]
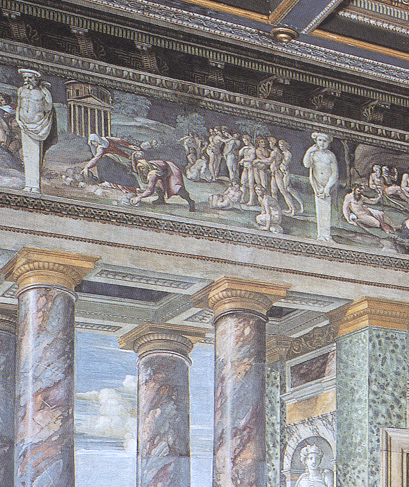
Los frescos de Villa Farnesina (c. 1510) inspiraron la decoración del interior de West Wycombe.

### Exterior

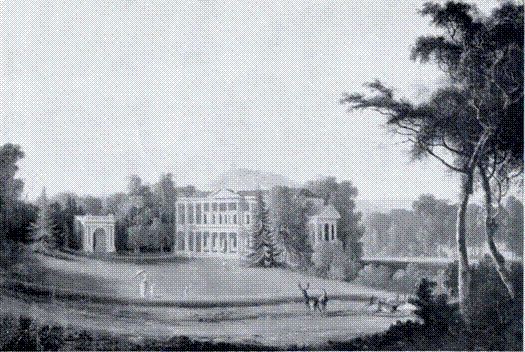
Vista de la fachada sur en 1781, mostrando los árboles plantados para ocultar el pórtico este asimétrico. El edificio de la izquierda es el "Templo de Apolo ".

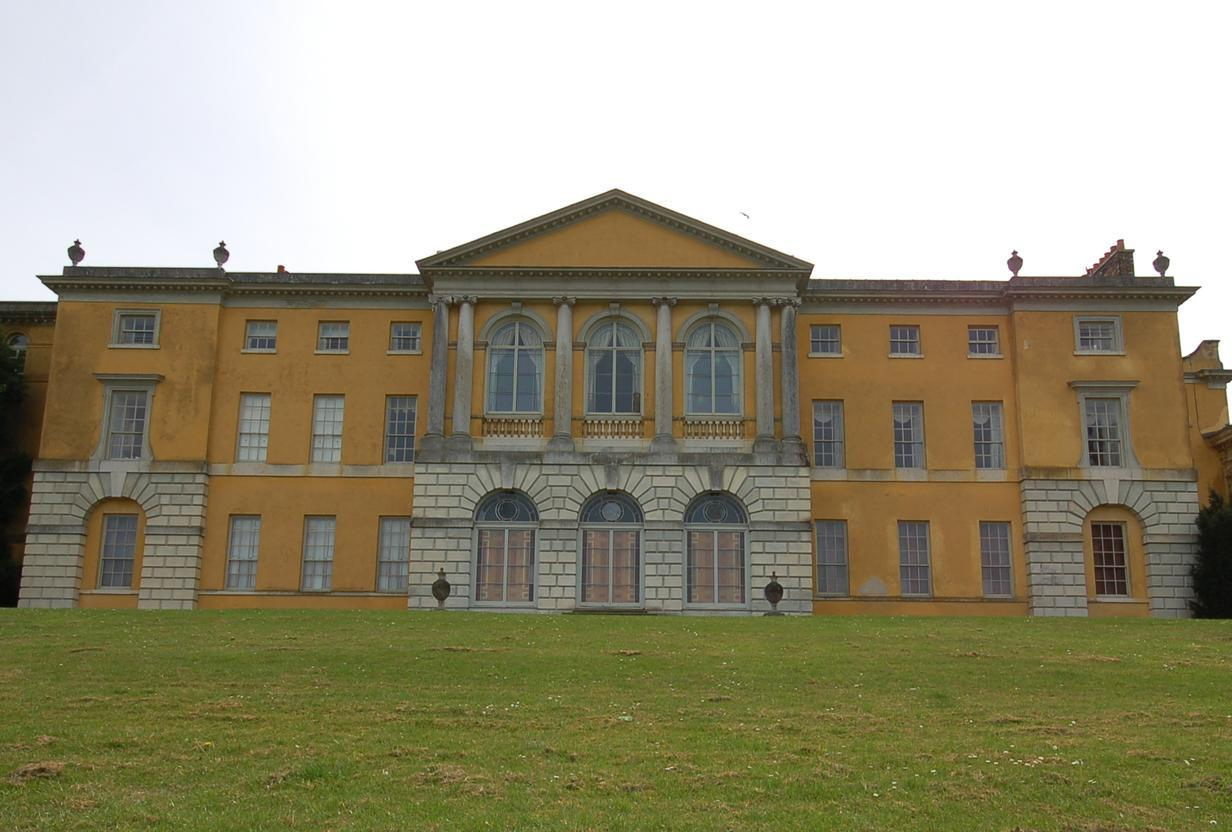
El frente norte de West Wycombe (marcado con una O en el plano de abajo)

El constructor de West Wycombe, Francis Dashwood, empleó al menos a tres arquitectos y dos arquitectos paisajistas en el diseño de la casa y sus terrenos. Él mismo tuvo una aportación: habiendo hecho el Grand Tour y visto de primera mano las villas del Renacimiento italiano, deseaba emularlas.
La obra comenzó hacia 1735 y continuó hasta la muerte de Dashwood en 1781, cuando la casa más antigua se transformó por dentro y por fuera. Ese largo lapso explica en parte los defectos y variaciones en el diseño: cuando comenzó la obra, el palladianismo estaba a la moda, pero en el momento de su finalización, el neoclasicismo había sucedido al palladianismo; así, la casa es una fusión de ambos estilos. Aunque esta mezcla se expresa en varios aciertos, los rasgos palladianos se ven empañados por la falta de proporciones de Palladio: el pórtico este es asimétrico con el eje de la casa, y se plantaron árboles a ambos lados para desviar la atención del defecto.
Los mejores arquitectos de la época presentaron planes para transformar la antigua casa familiar en una extravagancia arquitectónica moderna. Entre ellos estaba Robert Adam, quien presentó un plano para el pórtico oeste, pero su idea fue abandonada. Se consultó al arquitecto Nicholas Revett y se creó el pórtico oeste. Hoy, la primera vista de la casa al acercarse desde el camino es este extremo oeste de la casa, que parece un templo griego. El pórtico de ocho columnas, inspirado en el Templo de Baco en Teos, se completó en 1770 y se considera el ejemplo más antiguo del estilo neogriego en Gran Bretaña.  El extremo opuesto (este) de la casa, diseñado por Roger Morris y completado c. 1755,  parece igualmente un templo, pero esta vez el modelo fue la Villa Rotunda en Vicenza. Así, los dos pórticos opuestos, este y oeste, ilustran dos estilos arquitectónicos de finales del siglo XVIII: la arquitectura palladiana de inspiración romana anterior y el neoclasicismo de inspiración neogriega.

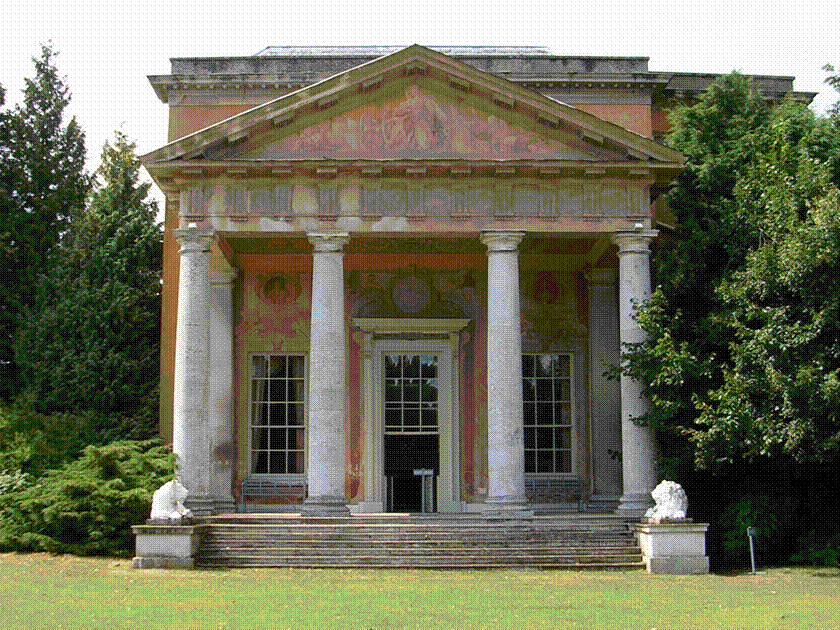
El pórtico este de West Wycombe, con plantación que intenta ocultar su alineación asimétrica con la casa (marcada con una N en el plano de abajo)

La fachada principal es el gran frente sur, una columnata de dos pisos de columnas corintias superpuestas sobre Toscana, todo coronado por un frontón central. Las columnas no son de piedra, sino de madera revestida de estuco. Es posible que esta fachada se haya inspirado en el trabajo realizado en París en la iglesia de San Sulpicio por Giovanni Niccolo Servandoni, quien estuvo trabajando en Inglaterra de 1747 a 1751; algunos dibujos hechos para Francis Dashwood en emulación del patrocinio de su tío del estilo palladiano, sobreviven por él en la colección de West Wycombe. El arquitecto ejecutante de esta elevación y de gran parte del trabajo de la casa parece haber sido el pintor arquitectónico menor John Donowell, que trabajó entre 1761 y 1763 (aunque tuvo que esperar hasta 1775 para recibir el pago).
La fachada, que tiene similitudes con la fachada principal del palacio Chiericati de Palladio de 1550, fue originalmente el frente de entrada. La puerta de entrada todavía está en el centro de la planta baja y conduce al vestíbulo de entrada principal. Esta es una desviación sustancial de la forma clásica del palladianismo inglés en el que la entrada principal y las habitaciones principales estarían en el primer piso al que se accede por una escalera exterior, lo que da a las salas de recepción principales vistas elevadas, con la planta baja dedicada a las habitaciones de servicio. Una reorganización tan radical no fue posible aquí, ya que la casa era una reconstrucción parcial en lugar de una estructura completamente nueva.
El frente norte más severo es de once tramos, con las tramos resaltados por la oxidación en el nivel de la planta baja. El centro de la fachada tiene columnas jónicas que sostienen un frontón y originalmente tenía el escudo de armas de Dashwood. Se cree que esta fachada es de principios de los años 1750, aunque sus ventanas segmentadas sugieren que fue una de las primeras mejoras del segundo Baronet a la casa original en completarse, ya que los cabezales de las ventanas curvas o segmentadas son un símbolo de la parte anterior del siglo XVIII; el diseño ha sido entregado a Isaac Ware.

### Interior

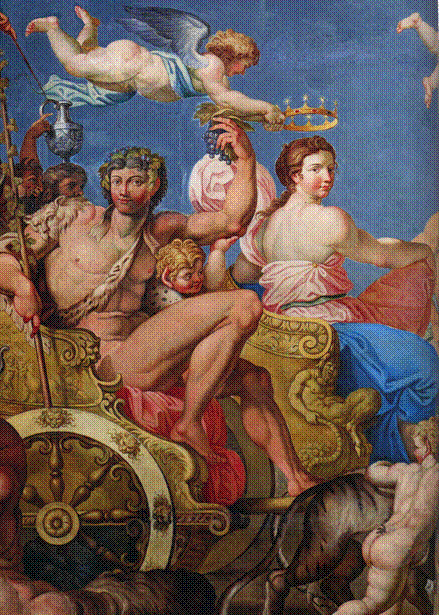
El techo de 1752 de Giuseppe Mattia Borgnis en el Salón Azul de West Wycombe es una copia directa del trabajo original de Annibale Carracci en el Palazzo Farnese.

Las principales salas de recepción están en la planta baja con grandes ventanales de guillotina que se abren inmediatamente a los pórticos y las columnatas y, por tanto, a los jardines, una situación inaudita en las grandes villas y palacios de la Italia del Renacimiento. La mansión contiene una serie de salones del siglo XVIII decorados y amueblados al estilo de ese período, con pisos de mármol policromado y techos pintados que representan escenas clásicas de la mitología griega y romana. De particular interés es el vestíbulo de entrada, que se asemeja a un atrio romano con columnas de mármol y un techo pintado copiado de Ruinas de Palmyra de Robert Wood.
Muchas de las salas de recepción tienen techos pintados copiados de los palazzi, sobre todo del palacio Farnesio en Roma. La sala más grande de la casa es la Sala de Música, que se abre al pórtico este. El fresco del techo de esta sala representa el Banquete de los Dioses" y fue copiado de la Villa Farnesina. El Salón, que ocupa el centro del frente norte, contiene muchos mármoles, incluidas estatuillas de las cuatro estaciones. El techo que representa El Concilio de los Dioses y la Admisión de Psique es también una copia de Villa Farnesina.
Las paredes del comedor están pintadas de jaspe falso y tienen pinturas del patrón de la casa, Francis Dashwood, y sus compañeros del Divan Club (una sociedad para aquellos que habían visitado el Imperio otomano). La habitación también tiene un techo pintado de Wood Palmyra.
El Salón Azul está dominado por el elaborado techo pintado que representa "El triunfo de Baco y Ariadna" (ilustrada a la izquierda). Esta sala alberga una estatuilla de yeso de la Venus de Medici y marca la atrevida devoción del segundo baronet a esa diosa del amor. La sala tiene paredes de felpa azul, aplicadas en la década de 1850 y posteriormente renovadas, con pinturas de varias escuelas italianas del siglo XVII. El Salón Rojo está forrado en seda carmesí y está amueblado con cómodas de marquetería.
El estudio relativamente pequeño contiene los planos de la casa y posibles impresiones para varias alzadas. Se dice que una fue dibujada por el propio Francis Dashwood, mientras que la Sala de Tapices, antes antesala del antiguo dormitorio principal contiguo, alberga tapices de Bruselas que representan escenas campesinas de Teniers. Dashwood los heredó en 1763 de su tío Lord Westmorland, de quien se dice que se los dio el primer duque de Marlborough para celebrar sus victorias en los Países Bajos.

## Jardines y parque

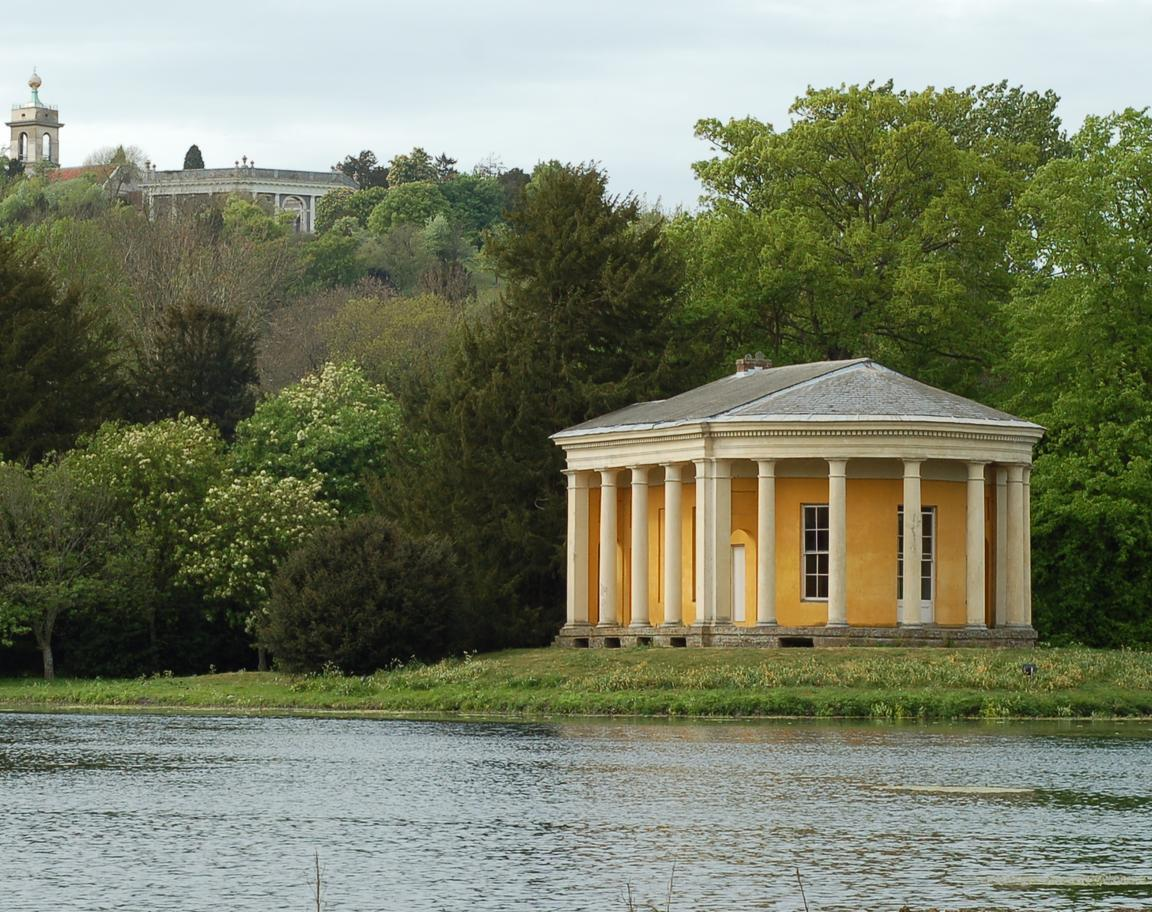
El Templo de la Música situado en una de las islas del lago en forma de cisne. Al fondo, en la colina, están el mausoleo y la iglesia de Dashwood.

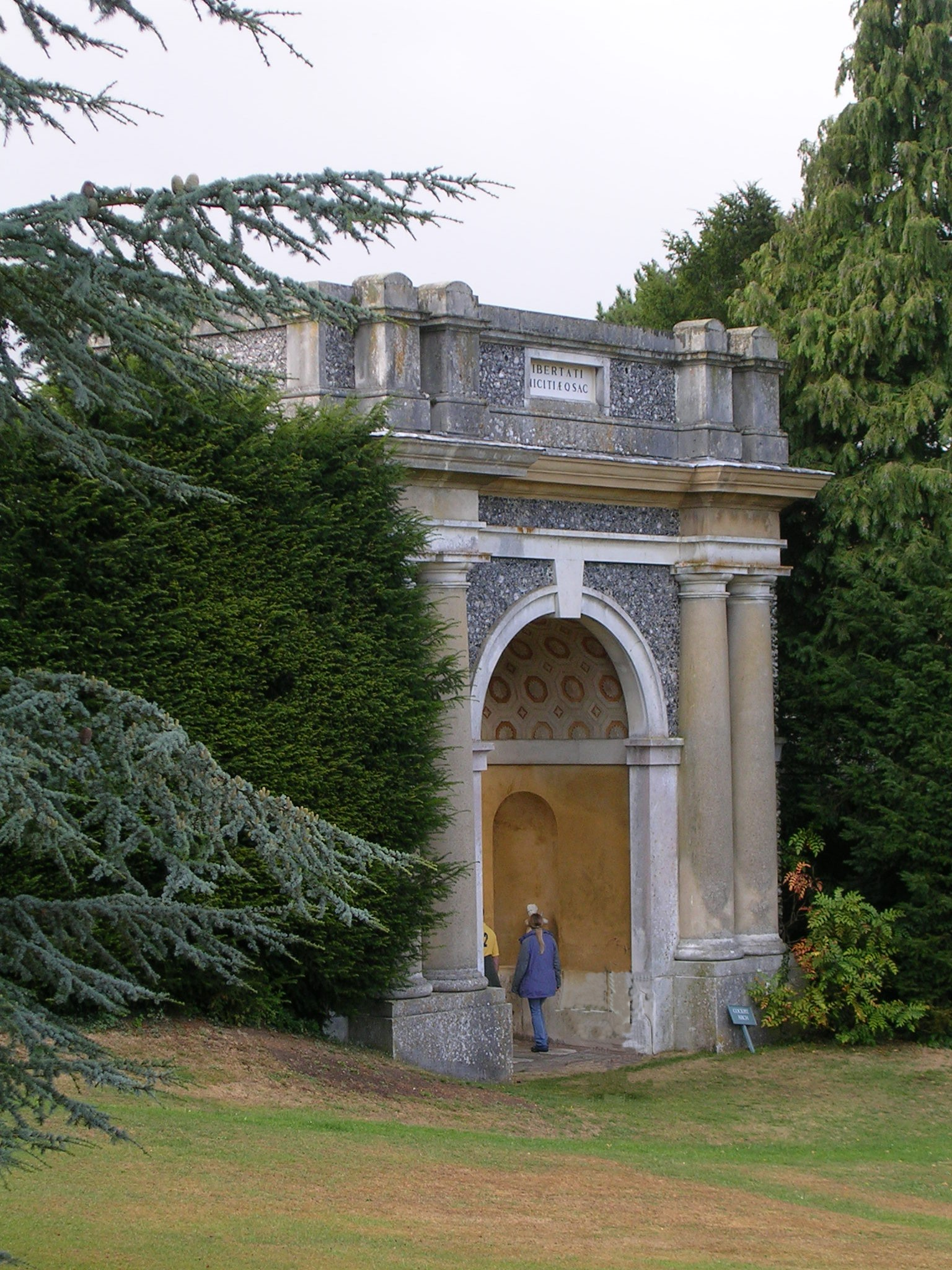
El "Templo de Apolo" fue originalmente una puerta de entrada y luego se usó para las peleas de gallos; también protegía la vista del ala de servicio doméstico desde la casa principal. (Marcado con una P en el plano anterior)

Los jardines de West Wycombe Park se encuentran entre los jardines mejores y más idiosincrásicos del siglo XVIII que sobreviven en Inglaterra.  El parque es único en su uso constante de la arquitectura clásica de Grecia e Italia. El arquitecto principal de los jardines fue Nicholas Revett, quien diseñó muchos de los edificios ornamentales del parque. El arquitecto paisajista Thomas Cook comenzó a ejecutar los planos del parque, con un lago artificial de nueve acres creado a partir del cercano río Wye en forma de cisne. El lago originalmente tenía una nieve (un velero) para la diversión de los invitados de Dashwood, con un capitán residente a bordo.  El agua sale del lago por una cascada y entra en un estanque del canal.
Los jardines paisajistas ingleses georgianos, como West Wycombe y Stowe, se organizan como una caminata o una serie de caminatas que llevan al visitante a través de una variedad de ubicaciones, cada una con su propio carácter específico y separada de la anterior. La plantación y la forma del paisaje se utilizan, junto con los caprichos y las características del agua hechas por el hombre, para crear vistas agradables y escenarios centrados en un edificio, una avenida recta, un paseo serpenteante o un mirador. En los últimos años del siglo XVIII, los 20 km2 de terrenos se extendieron hacia el este, hacia la cercana ciudad de High Wycombe, y Humphrey Repton completó la creación de los jardines, hasta que lucieron como en la actualidad.
El parque todavía contiene muchas locuras y templos. El "Templo de la Música" está en una isla en el lago, inspirado en el Templo de Vesta en Roma. Fue diseñado para las fêtes champêtres de Dashwood, con el templo utilizado como teatro; los restos del escenario sobreviven.  Frente al templo se encuentra la cascada principal del jardín que tiene estatuas de dos ninfas del agua. La cascada actual se ha rehecho, ya que el original fue demolido en la década de 1830. Una torre octogonal conocida como el "Templo de los Vientos" se basa en el diseño de la Torre de los Vientos en Atenas.
La arquitectura clásica continúa a lo largo del camino alrededor del lago, con el "Templo de Flora", una casa de verano escondida, y el "Templo de Daphne", ambos con reminiscencias de un pequeño templo en la Acrópolis. Otro templo escondido, el "Templo Redondo", tiene una logia curva. Más cerca de la casa, ocultando el ala de servicio, se encuentra un arco de triunfo romano, el "Templo de Apolo ", también conocido (debido a su antiguo uso como lugar para las peleas de gallos) como "Arco de la carlinga", que contiene una copia del el famoso Apolo de Belvedere. Muy cerca se encuentra el "Templo de Diana", con un pequeño nicho que contiene una estatua de la diosa. Otra diosa se celebra en el "Templo de Venus". Debajo hay una Exedra, una gruta (conocida como el Salón de Venus) y una estatua de Mercurio. Esta vez tuvo una copia de la Venus de Medici; fue demolido en la década de 1820 pero reconstruido en la década de 1980 y ahora tiene una réplica de la Venus de Milo.
Las estructuras posteriores que rompen el tema clásico incluyen el cobertizo para botes de estilo gótico, una alcoba gótica, ahora una ruina romántica escondida entre la maleza, y una capilla gótica, dedicada en broma a San Crispín, que en otro tiempo era el hogar del zapatero del pueblo, pero que luego se utilizó como perreras de la finca. Un monumento dedicado a la reina Isabel II fue erigido cuando cumplió 60 años, en 1986.
Los jardines están inscritos como de Grado I en el Registro de Parques y Jardines Históricos.

## Los Dashwood de West Wycombe

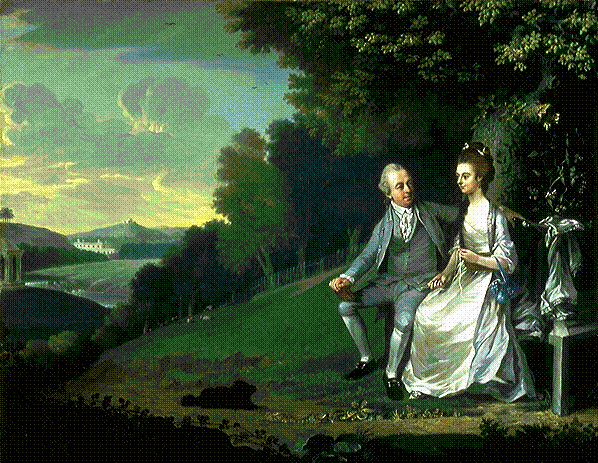
Sir Francis y Lady Dashwood en West Wycombe Park de 1776, con la casa recién terminada detrás de la pareja.

Francis Dashwood construyó West Wycombe para entretener, y se ha especulado mucho sobre el tipo de entretenimiento que ofrecía a sus invitados. En el contexto de la represión de la época victoriana de finales del siglo XVIII, Dashwood y sus invitados habituales fueron considerados promiscuos. Si bien es probable que los informes sobre orgías de bacanal en las cuevas del Hellfire sobre West Wycombe fueran exagerados, sí era cierto que reinaba el amor libre y que se bebía sin prejuicios.  Dashwood a menudo se había representado a sí mismo en retratos con disfraces (en uno, vestido como San Francisco de Asís brindando por una estatua de Venus ), y es su amor por los disfraces lo que parece haber invadido sus fiestas en West Wycombe Park. Tras la dedicación del pórtico oeste como templo de Baco en 1771, Dashwood y sus amigos se vistieron con pieles adornadas con hojas de parra y fueron a una fiesta junto al lago para "cantos y libaciones". En otra ocasión, durante un simulacro de batalla naval en el canal, el capitán de la nieve, "atacando" una batería construida en la orilla, fue alcanzado por la guata de un arma y sufrió una lesión interna. Dashwood más tarde dedicó más de su tiempo a la reforma política y las obras de caridad; tuvo una carrera política activa durante toda su vida adulta; una ocupación seria desmentida por su reputación de juerguista. Murió en 1781, legando West Wycombe a su medio hermano John Dashwood-King.
Dashwood-King pasó poco tiempo en West Wycombe. A su muerte en 1793, la finca fue heredada por su hijo John Dashwood, miembro del parlamento de Wycombe y amigo del Príncipe de Gales, aunque su amistad se puso a prueba cuando John acusó a su esposa de un romance con el Príncipe.  Al igual que su padre, a John le importaba poco West Wycombe y realizó una venta de muebles de West Wycombe durante cinco días en 1800. En 1806, los fideicomisarios de su hijo, a quien estaba vinculada la propiedad, le impidieron vender West Wycombe. Se hizo religioso en los últimos años de su vida, celebrando ostentosamente abstemias fiestas en los jardines de West Wycombe en ayuda de los "Amigos del orden y la sobriedad", que habrían sido muy diferentes de las fiestas de bacanal dadas por su tío en el jardines. En 1847, John estaba en quiebra y los alguaciles embargaron los muebles de su casa en Halton. Murió separado de su esposa y su hijo sobreviviente en 1849.

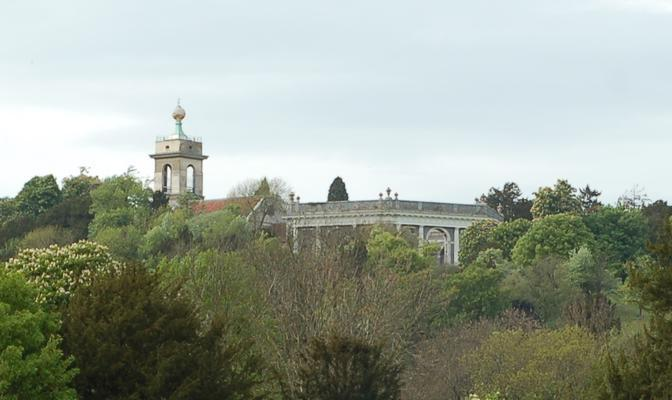
Con vistas a los jardines y al parque se encuentran la torre de la iglesia West Wycombe (izquierda) y el mausoleo (derecha). En la estructura hexagonal, más un recinto amurallado que un mausoleo, estaban sepultados los corazones de los miembros del Hellfire Club. La familia está enterrada en una bóveda debajo de la iglesia.

John fue sucedido por su hijo separado George Dashwood. Por primera vez desde la muerte del segundo baronet en 1781, West Wycombe se convirtió nuevamente en una residencia privilegiada. Sin embargo, la finca estaba muy endeudada y George se vio obligado a vender las fincas no enajenadas, incluida Halton, que fue vendida en 1851 a Lionel de Rothschild por la entonces enorme suma de £ 54 000 (£ 6.29 millones en 2021). El cambio en la suerte de los Dashwood permitió la remodelación y restauración de West Wycombe. George murió sin hijos en 1862, y dejó a su esposa, Elizabeth, un arrendamiento vitalicio de la casa mientras que el título y la propiedad pasaron brevemente a su hermano y luego a un sobrino. La ocupación continua de la casa por Elizabeth Dashwood impidió que el sobrino, Edwin Hare Dashwood, un granjero alcohólico de ovejas en la Isla Sur de Nueva Zelanda, viviera en la mansión hasta su muerte en 1889, dejando una finca descuidada y en ruinas.
El hijo de George, Edwin Dashwood, llegó de Nueva Zelanda para reclamar la casa, solo para encontrar a los herederos de Elizabeth Dashwood reclamando el contenido de la casa y las joyas de la familia, que posteriormente vendieron. Como consecuencia, Edwin se vio obligado a hipotecar la casa y la finca en 1892. Murió repentinamente al año siguiente, y la propiedad fuertemente endeudada pasó a su hermano, Robert Dashwood, que se embarcó en un costoso caso legal contra los albaceas de Elizabeth, que perdió, y recaudó dinero al despojar los bosques de la finca y arrendar la casa unifamiliar de la familia en Londres durante 99 años. A su muerte en 1908, la casa pasó a su hijo de 13 años, John Dashwood, quien en su edad adulta vendió gran parte de los muebles originales restantes (incluida la cama estatal, por 58 libras esterlinas). En 1922, intentó vender la casa en sí. Recibió sólo una oferta, de 10 000 libras (equivalentes a 550 000 libras en 2021), por lo que la casa fue retirada de la venta. Obligado a vivir en una casa que no le gustaba,  la aldea de West Wycombe se vendió en su totalidad para pagar las renovaciones. No todos los cambios fueron beneficiosos: los techos pintados del siglo XVIII se repintaron de blanco y el comedor se dividió en salas de servicio, lo que permitió que la gran ala de servicio se abandonara para que se pudriera.
Una forma de salvación para West Wycombe fue la esposa de John: Helen Eaton, canadiense y hermana de la novelista estadounidense Evelyn Eaton, era una socialité a la que le encantaba el entretenimiento, y lo hizo con cierto estilo en West Wycombe durante la década de 1930.  Viviendo una vida semiseparada de su esposo, ocupando extremos opuestos de la mansión, con frecuencia daba fiestas en casa "grandes y elegantes".
Durante la Segunda Guerra Mundial, la casa sirvió como depósito para la colección Wallace evacuada y como hogar para convalecientes. Una tropa de artilleros ocupó el ala de servicio en descomposición, y el parque se utilizó para inflar globos de bombardeo. Durante esta agitación, los Dashwood se retiraron al piso superior y aceptaron inquilinos para pagar las facturas, aunque eran inquilinos muy superiores, que incluían a Nancy Mitford y James Lees-Milne, que era secretario del Comité de la Casa de Campo del National Trust. y fue fundamental en la adquisición por parte del Fideicomiso de muchas de esas casas. En 1943, John cedió la casa y los terrenos al National Trust, con la condición de que él y sus descendientes pudieran seguir viviendo en la casa.

## West Wycombe después de 1943
En la segunda mitad del siglo XX, Francis Dashwood, se embarcó en un programa de restauración y mejora. Sus esfuerzos incluyeron la instalación de una enorme escultura ecuestre como el punto focal de una larga vista arbolada desde la casa. En una inspección de cerca, resultó ser de fibra de vidrio.  La autoridad de planificación local estaba furiosa, pero perdió su demanda para que retiraran la escultura de fibra de vidrio. Hoy, desde la distancia, ha sido "conocido por engañar a los expertos".
El actual jefe de la familia Dashwood es Edward Dashwood que está casado y tiene tres hijos. El contenido de la casa es propiedad de la familia, que también es propietaria y administra la finca. La casa se puede alquilar como lugar de rodaje y, además de las empresas agrícolas y ecuestres, hay un gran tiro de faisán con armas de pago. El parque, un anfiteatro natural,  es a menudo el escenario de grandes conciertos públicos y exhibiciones de fuegos artificiales, y la mansión está disponible para bodas y entretenimiento corporativo.
Mientras que los bienes permanecen en manos privadas, el National Trust es propietario de la casa y los jardines, el parque, el pueblo de West Wycombe y la colina en la que se asienta el mausoleo de Dashwood. La colina fue la primera parte de la propiedad entregada al Trust por John Dashwood en 1925. El pueblo fue comprado por la Royal Society of Arts a John en 1929 y entregado al Trust cinco años después. Los terrenos están abiertos al público por la tarde solo de abril a agosto anualmente, y la casa está abierta de junio a agosto.